# فین توگول
فین توگول (دانمارکی: Finn Tugwell؛ زادهٔ ۱۹۷۶) یک بازیکن تنیس روی میز اهل دانمارک است.
وی در مسابقات کشوری و بین‌المللی در مجموع برنده ۱ مدال طلا، ۱ مدال نقره، ۱ مدال برنز شده‌است.